# Opsiphanes remoliatus
Opsiphanes remoliatus är en fjärilsart som beskrevs av Hans Fruhstorfer 1907. Opsiphanes remoliatus ingår i släktet Opsiphanes och familjen praktfjärilar. Inga underarter finns listade i Catalogue of Life.